# Межгорье (Хмельницкая область)
Межго́рье (укр. Міжгір'я) — село в Белогорском районе Хмельницкой области Украины.
Население по переписи 2001 года составляло 198 человек. Почтовый индекс — 30224. Телефонный код — 3841. Занимает площадь 0,09 км². Код КОАТУУ — 120782503.

## История
В 1946 г. указом ПВС УССР село Волоское переименовано в Межгорье.

## Местный совет
30224, Хмельницкая обл., Белогорский р-н, с. Сивки, ул. Ивана Франка, 22